# PGC 74886
PGC 74886 – galaktyka karłowata odległa o około 68,5 milionów lat świetlnych od Ziemi, o unikatowym, „prostokątnym” kształcie, z tego powodu żartobliwie nazywana „emerald-cut galaxy” (szmaragdowa galaktyka). PGC 74886 znajduje się w halo galaktycznym dużej galaktyki NGC 1407.
Widziana z Ziemi galaktyka ma prostokątny przekrój, ale jest mało prawdopodobne, aby miała kształt prostopadłościanu, najprawdopodobniej ma ona wygląd spłaszczonego dysku lub cylindra. Najbardziej zewnętrzna zmierzona krawędź galaktycznego dysku bardzo szybko wiruje z prędkością obrotową wynoszącą ponad 100 tysięcy kilometrów na godzinę. Unikatowy kształt galaktyki i obecność szybko wirującego dysku w jej wnętrzu wskazuje na to, że powstała ona najprawdopodobniej w wyniku kolizji dwóch galaktyk spiralnych.